# Stanisław Starzyński
Stanisław Starzyński (18. dubna 1853 Snoviči – 17. listopadu 1935 Lvov) byl rakouský právník, vysokoškolský pedagog a politik polské národnosti z Haliče, v závěru 19. a na počátku 20. století poslanec Říšské rady.

## Biografie
Pocházel z rodiny drobné šlechty. Absolvoval gymnázium Františka Josefa ve Lvově. Od roku 1872 studoval práva na Lvovské univerzitě. Po absolvování školy působil krátce na praxi ve státní správě. Jeden rok studoval na Vídeňské univerzitě. V roce 1883 se na Lvovské univerzitě habilitoval a roku 1889 se tam stal mimořádným a roku 1892 řádným profesorem všeobecného a rakouského státního práva. V ročníku 1913/1914 byl rektorem této univerzity. Byl aktivní i veřejně a politicky. Angažoval se od 80. let v hospodářských spolcích a od roku 1884 byl členem okresního výboru ve Lvově.
V 80. letech se zapojil i do celostátní politiky. V doplňovacích volbách roku 1884 byl zvolen do Říšské rady (celostátní zákonodárný sbor) za velkostatkářskou kurii v Haliči. Slib složil 4. prosince 1884. Mandát pak obhájil i v řádných volbách do Říšské rady roku 1885. Na mandát rezignoval roku 1888. Do vídeňského parlamentu se vrátil ještě ve volbách do Říšské rady roku 1901, opět za velkostatkářskou kurii v Haliči. Uspěl i ve volbách do Říšské rady roku 1907, konaných podle rovného a všeobecného volebního práva (obvod Halič 30). V roce 1906 se podílel na vypracování volební reformy. Výměnou za souhlas haličských konzervativců s rovným volebním právem do Říšské rady docílil rozšíření kompetencí Haličského zemského sněmu (tzv. Lex Starzyński). V období let 1907–1911 zastával funkci místopředsedy Poslanecké sněmovny Říšské rady. Byl členem vedení poslanecké frakce Polský klub.
K roku 1901 se profesně uvádí jako univerzitní profesor a statkář. Jako konzervativní statkář patřil do východohaličského politického proudu (tzv. podolacy). V červenci 1911 po volbách byl zvolen za člena organizačního výboru tohoto uskupení. Po roce 1908 se dostal do konfliktu s novým haličským místodržícím Michałem Bobrzyńskim ohledně politiky vůči etnickým Ukrajincům. Ve volbách do Říšské rady roku 1911 mu již bylo zabráněno v kandidatuře. Následně využíval jako platformu pro své politické názory Haličský zemský sněm, jehož poslancem byl v letech 1907–1914, a také list Gazeta Narodowa. Vystupoval proti ukrajinským snahám o vlastní univerzitu na východní Haliči. Roku 1912 vstoupil do radikálně konzervativního Klubu středu na zemském sněmu. V roce 1914 rezignoval na protest proti volební reformě (tzv. Haličské vyrovnání).
Od července 1917 do zániku monarchie zasedal jako člen Panské sněmovny (jmenovaná horní komora Říšské rady). Politicky se angažoval v konzervativních kruzích i po vzniku nezávislého Polska, už ale nezískal výraznější politický vliv.